# 깟린역
깟린역 (베트남어: Ga Cát Linh / Ga 吉靈)은 베트남 하노이 동다군에 위치한 하노이 지하철 2A호선의 철도역이다.

## 노선
- 하노이 지하철
  - 2A호선
  - 3호선

## 역 구조

### 2A호선 승강장
2면 3선의 상대식 승강장이며 중앙의 메인 코트는 승선 전용이고, 싱글 코트는 하차 전용이다.
| 시·종착역           |
| 상1 \| 하 \| 상2 \| |
| ↓ 라타인            |

| 상행2 | ● 하노이 지하철 2A호선 | 당역 종착                                    |
| 하행  | ● 하노이 지하철 2A호선 | 랑 · 제3순환로 · 반꽌 · 라케 · 옌응이어 방면 |
| 상행1 | ● 하노이 지하철 2A호선 | 당역 종착                                    |